# درجات الاتصال (رواية)
رواية درجات الاتصال (بالإنجليزية: Degrees of Connection)‏ هي رواية للكاتب الأسترالي جون كليري. نشرت عام 2003، كان الكتاب ال20 والأخير في سلسلة محقق سيدني سكوبي مالون. حيث قرر كليري التوقف عن كتابة روايات الجريمة.